# Diario di un amore
Diario di un amore (Best of) è il settimo album del cantautore romano Roberto Scozzi, in arte Anonimo Italiano, pubblicato il 18 dicembre 2014 per l'etichetta discografica Primamusica Italiana, edizioni Warner Chappell - Universal Music, courtesy of Sony Music enternaintment. È una compilation di versioni originali, più due inediti.

## Tracce
CD 
1. E così addio
2. Tienimi con te
3. Diario di un amore (inedito)
4. Ancora qui
5. In uno scalpicciar di foglie
6. E mi manchi sempre tu (inedito)
7. Tu non fai per me
8. Se anche tu come me
9. Mi mancherai
10. Anche questa è vita